# Le Bourg (quartier)
Pour les articles homonymes, voir Bourg.
Le Bourg est un quartier de la ville de Caluire-et-Cuire, limitrophe des quartiers de Cuire-le-Bas, Cuire-le-haut, Vassieux, Le Vernay et Montessuy, ainsi que l'Île Barbe (Lyon) et la Saône.
La voie de la Dombes longe le quartier ; elle forme une « frontière » du quartier avec Montessuy.

## Géographie

### Démographie
Le découpage du Bourg par la municipalité de Caluire-et-Cuire correspond aux zones Z201 (Centre Bourg) mais également à une partie des zones Z105 et Z301 dans le découpage de l'INSEE. En 1999, la zone Z201 était peuplée par 2 379 habitants; cela donne une estimation minorée de la population du quartier en 1999.
La population du quartier atteint 5 641 en 2011.

## Société

### Loisirs
Le Radiant est une salle de spectacles et théâtre de la ville, implanté dans le quartier, à proximité immédiate de la mairie. 